# Kaple Navštívení Panny Marie (Žďár)
Kaple Navštívení Panny Marie je novogotická sakrální stavba ve Žďáře v okrese Mladá Boleslav.

## Historie
Rozhodnutí postavit ve Žďáře kapli bylo přijato na zasedání zastupitelstva obce 2. prosince 1898 při příležitosti 50. výročí nastoupení vlády Františka Josefa I. Úmysl byl vystavět jubilejní kapli o větších rozměrech a výstavbu financovat konáním sbírek.
O její výstavbu se následně zasadil a finančně ji i významně podpořil rodák Ph. Dr. Matěj Kovář s rodinou. Pozemek pro stavbu a částka, kterou přispěli, byly doplněny ještě mnoha menšími dary jednotlivců i výtěžky sbírek. Rodina Kovářova přispěla částkou vyšší než 22 000 korun, sbírka konaná dr. Kovářem 2419 korunami a ostatní sbírky vynesly celkem 2017 korun.
Stavba započala 2. června 1903 a přes byrokratické problémy se stavebním povolením byla dokončena Josefem Kobosilem z Doubrav koncem července 1904. Na stavbě se bezúplatnou výpomocí významně podíleli i lidé z okolí.
Ke slavnostnímu vysvěcení došlo v neděli 31. července 1904 světicím biskupem Františkem Kráslem. Slavnosti se účastnilo přes 2000 lidí včetně místních spolků cyklistů, hasičů i čtenářsko-hospodářského spolku.
U příležitosti svěcení přednesl kněžmostský farář Eduard Mattes báseň, jež byla později publikována v periodiku Jizeran.

## Architektura
Kaple je vystavěna podle vzoru hřbitovní kaple v Pelhřimově od stavitele Josefa Šlechty. Orientovaný podélný půdorys má polygonální presbytář a západní věž v níž se nachází hrotitý portál. Hrotitá okna jsou bez kružeb mezi opěráky, zasklená leptaným katedrálním sklem od firmy Wolf a Štětka. Jedná se o druhý případ podobného zasklení v Čechách.
Věžní hodiny zhotovil Václav Krečmer z Vinohrad a kaple byla při svém vzniku vybavena také dvěma zvony s tóny a a cis, které pocházejí ze zvonařské dílny Arnošta Diepolda v Praze. Hodiny i zvony byly vystaveny na výstavě v Praze a vystavovatelé za ně byli oceněni každý stříbrnou medailí.
V interiéru se nachází pseudogotický mobiliář z dílny Bušků v Huse u Sychrova. Varhany zhotovil pražský Josef Hubička. Křížovou cestu namaloval Villém Müller z Frýdštejna. Lustr pochází ze sklárny hraběte Jana Harracha v Novém světě. Další drobnější vybavení pochází od pražského pasíře a ciseleura Jana Staňka. Mramorová kropenka a mramorová deska se zlatým nápisem nade dveřmi je dílem Ludvíka Šaldy z Prahy.

Na desce nad vchodem je umístěn chronogram:
MatCe našÍ, RoDIČCe BožÍ, ke CtI.
Marlae, DeI GenetrICI, haeC CapeLLa.